# Lyssomanes deinognathus
Lyssomanes deinognathus là một loài nhện trong họ Salticidae.
Loài này thuộc chi Lyssomanes. Lyssomanes deinognathus được Frederick Octavius Pickard-Cambridge miêu tả năm 1900.